# Carausius paucigranulatus
Carausius paucigranulatus är en insektsart som först beskrevs av Chen, S.C. och J. Xu 2008.  Carausius paucigranulatus ingår i släktet Carausius och familjen Phasmatidae. Inga underarter finns listade.